# D'Ran (thị trấn)
D'Ran là một thị trấn cũ thuộc huyện Đơn Dương, tỉnh Lâm Đồng, Việt Nam.

## Địa lý
Thị trấn D'Ran có vị trí địa lý:
- Phía đông giáp tỉnh Ninh Thuận
- Phía tây giáp thành phố Đà Lạt
- Phía nam giáp xã Lạc Xuân
- Phía bắc giáp huyện Lạc Dương.

Thị trấn D'Ran có diện tích 136,91 km², dân số năm 2022 là 17.805 người, mật độ dân số đạt 130 người/km².

## Hành chính
Thị trấn D'Ran được chia thành 14 tổ dân phố: 1, 2, 3, Đường Mới, Hòa Bình, Lạc Quảng, Lâm Tuyền 1, Lâm Tuyền 2, Lạc Thiện 1, Lạc Thiện 2, Phú Thuận 1, Phú Thuận 2, Phú Thuận 3, Quảng Lạc và 2 thôn: Ha Ma Sing, Kan Kil (Kăn Kil).

## Lịch sử
Ngày 15 tháng 9 năm 1989, Hội đồng Bộ trưởng ban hành Quyết định số 135/QĐ-HĐBT về việc thành lập thị trấn D'Ran trên cơ sở toàn bộ xã Lạc Nghiệp.
Ngày 31 tháng 7 năm 2017, UBND tỉnh Lâm Đồng ban hành Quyết định số 1602/QĐ-UBND về việc công nhận thị trấn D'Ran là đô thị loại V.